# 모노타이프

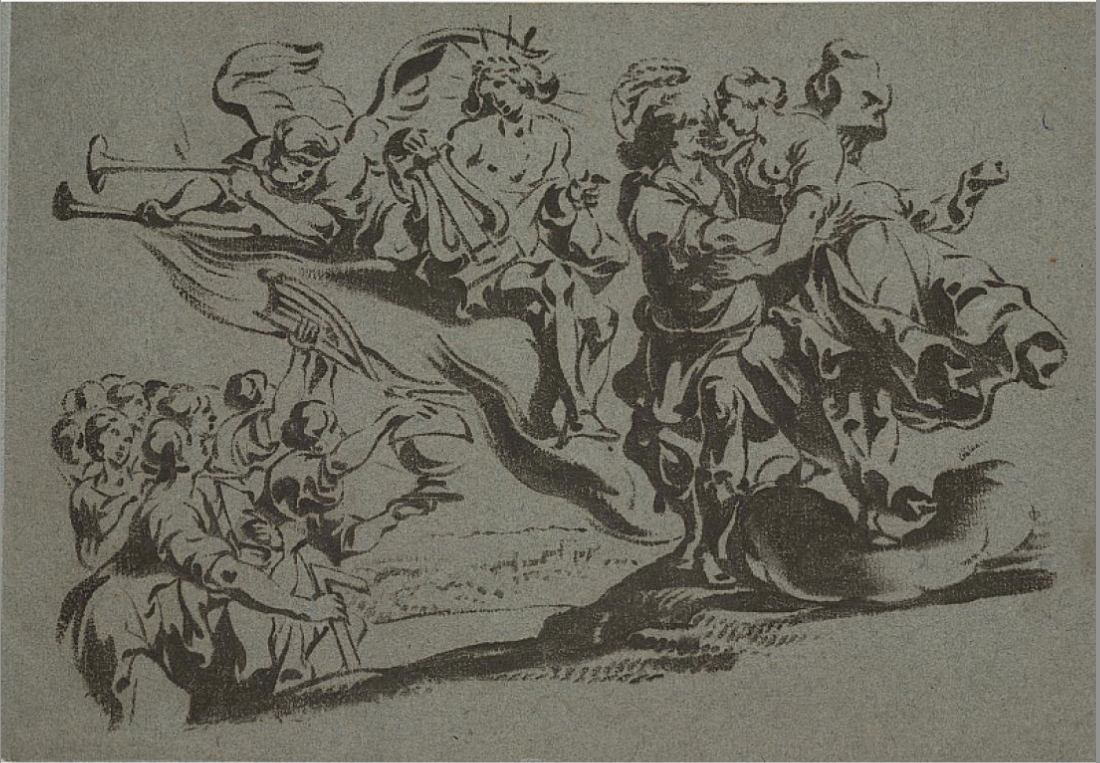
Mythological scene with Apollo, Fame, and the Muses

모노타이프 또는 모노타이핑(monotyping)은 유화구나 잉크로 글라스 판이나 금속판 혹은 석판(石板) 위에 도양을 그리고, 그것에 종이를 덮어 인쇄한 것이다. 판화와 회화의 중간 프로세스로, 한 장 내지 몇 장 밖에는 얻지 못한다. 17세기의 조반니·베네딕트·카스틸리 오네, 19세기의 블레이크, 드가 등의 작품이 많다.
역사적으로 이 용어는 모노프린트와 번갈아가면서 사용되지만 이 두 용어는 구별된다.